# 日產Magnite
日產Magnite（英語：Nissan Magnite）是一款由日產汽車生產及銷售的超小型跨界SUV。該車型於2020年10月發佈，在日產全球SUV車型系列中位處Kicks之下，成為全球最小的日產跨界SUV。
車款出口至全球多個右舵車新興市場，包括印尼、南非、尼泊爾、不丹、孟加拉、斯里蘭卡、汶萊、烏干達、肯亞、塞舌爾、莫桑比克、贊比亞、毛里求斯、坦桑尼亞和馬拉維。
「Magnite」一名乃為「magnetic」和「ignite」兩個詞的合成形式。

## 概述

### 試驗生產
Magnite在開發階段被規畫為達特桑品牌的旗艦SUV。然而，有鑒於達特桑品牌將被棄用，Magnite於後期開發階段被轉移至日產手上。自2019年4月起，「達特桑Magnite」的商標於印度註冊，而「日產Magnite」的商標隨後亦於2020年3月註冊。該車於2020年2月以側面輪廓的形式首度曝光。2020年7月17日，此款車以「Magnite Concept」的名義於線上亮相。

### 生產模型
生產模型於2020年10月21日公佈，並於2020年10月30日開始生產。日產Magnite於2020年12月2日在印度發佈，而印尼亦緊接於12月21日發佈。
該車型基於CMF-A擴展版本（稱為CMF-A+平台）打造。該平台亦支援雷諾Triber和Kiger。

2023年10月，Magnite渦輪增壓車型新增自動手動變速器選項（市場名為EZ-Shift）。

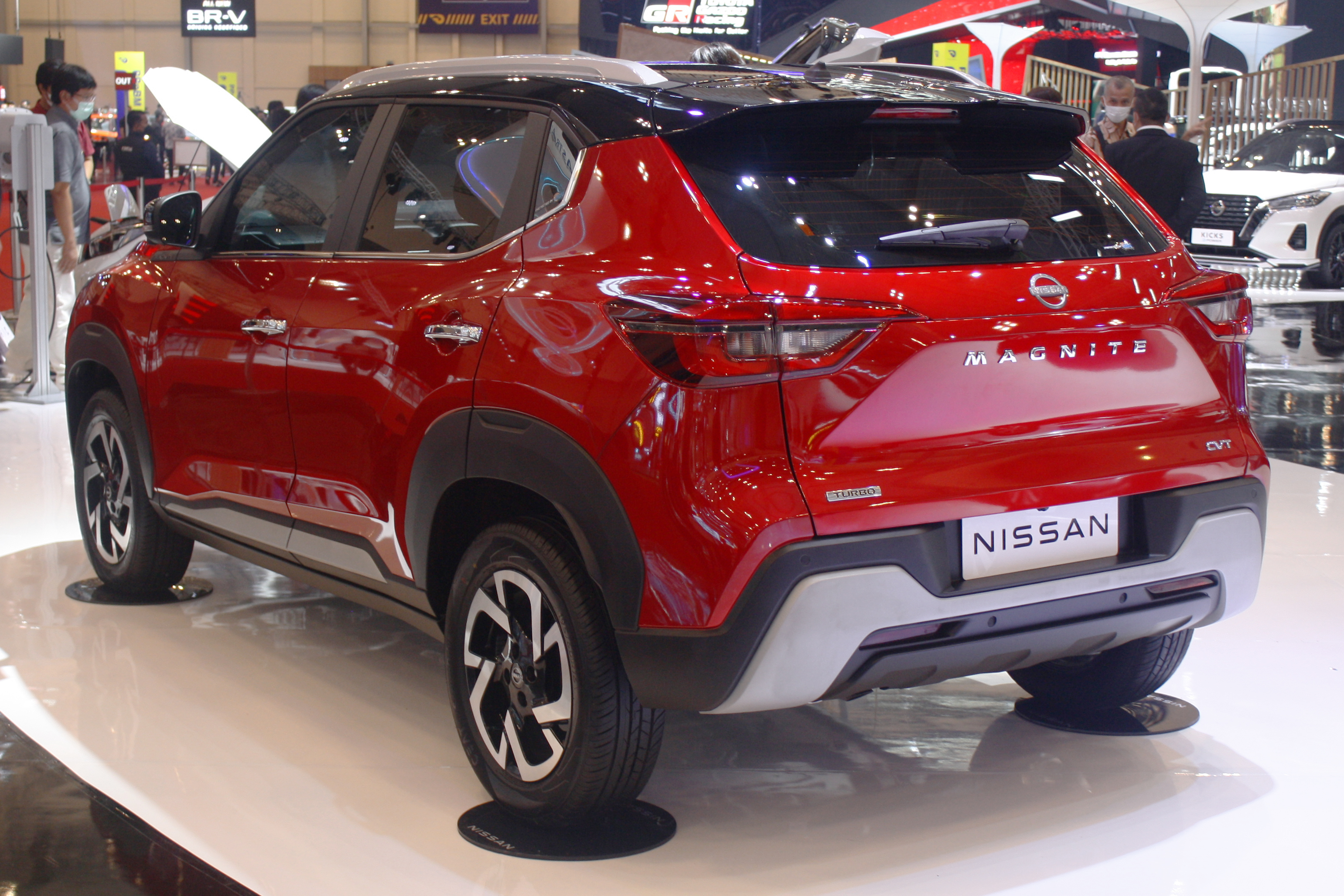
車尾
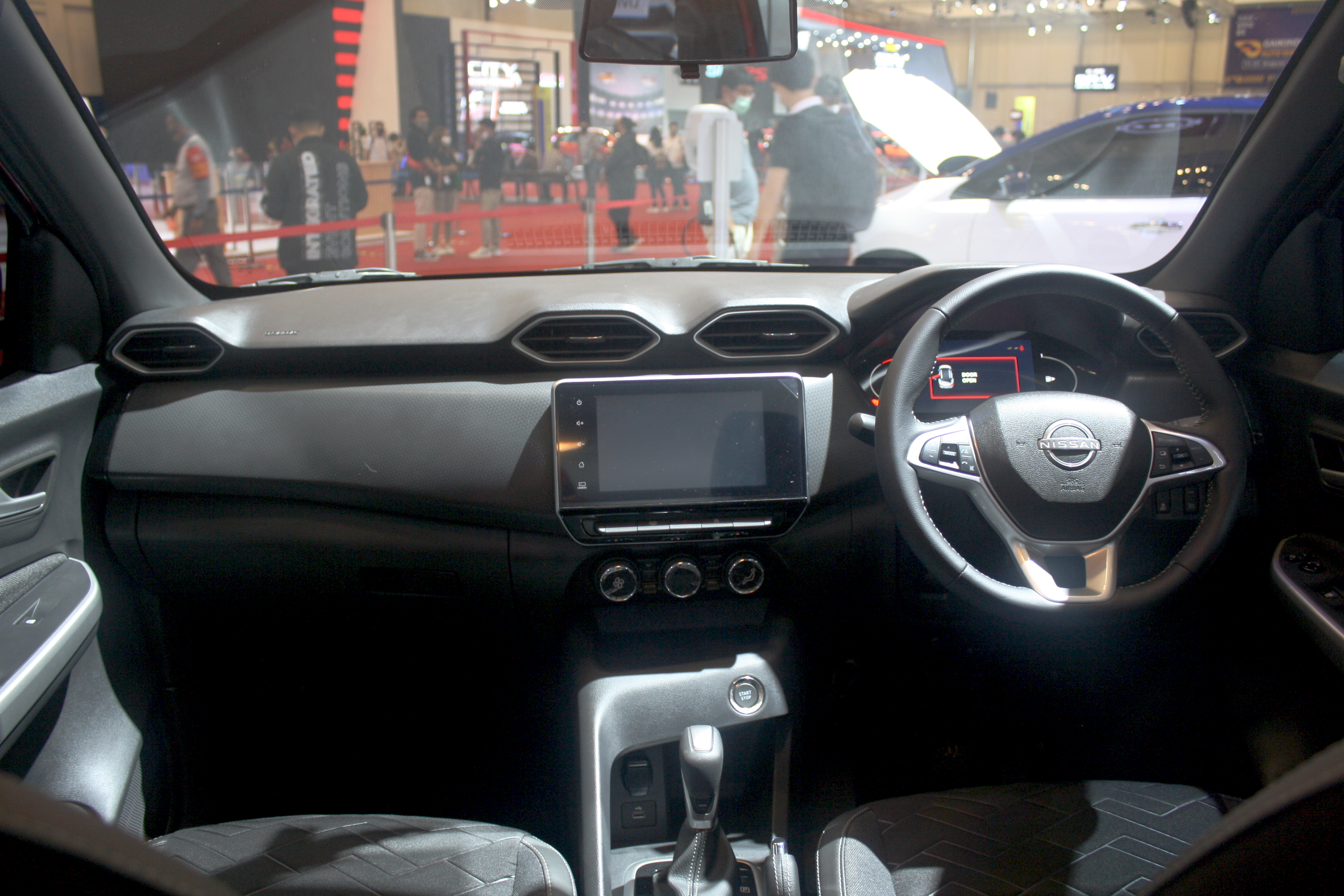
車廂內部

## 安全性
東南亞
| 東盟NCAP分數（2020年） |             |
| 綜合星數               | 4/5颗星     |
| 成人乘員               | 28.09/36.00 |
| 兒童乘員               | 31.96/49.00 |
| 安全輔助               | 11.00/18.00 |

印度
| 全球NCAP分數（2022年上半年） |             |
| 成人乘員星數                 | 4/5颗星     |
| 成人乘員分數                 | 11.85/17.00 |
| 兒童乘員星數                 | 2/5颗星     |
| 兒童乘員分數                 | 24.88/49.00 |

## 銷售量
| 年份 | 印度   | 南非  | 印尼 |
| ---- | ------ | ----- | ---- |
| 2020 | 560    |       |      |
| 2021 | 34,086 | 3,263 | 434  |
| 2022 |        | 6,065 | 453  |
| 2023 |        | 8,581 |      |

## 外部連結
- 官方网站（印度）